# Roch-Ambroise Cucurron Sicard
Roch-Ambroise Cucurron Sicard (ur. 19 września 1742 w Le Fousseret, zm. 10 maja 1822 w Paryżu) – francuski filolog, duchowny, pionier nauczania głuchoniemych, kawaler Legii Honorowej, członek Akademii Francuskiej.

## Życiorys

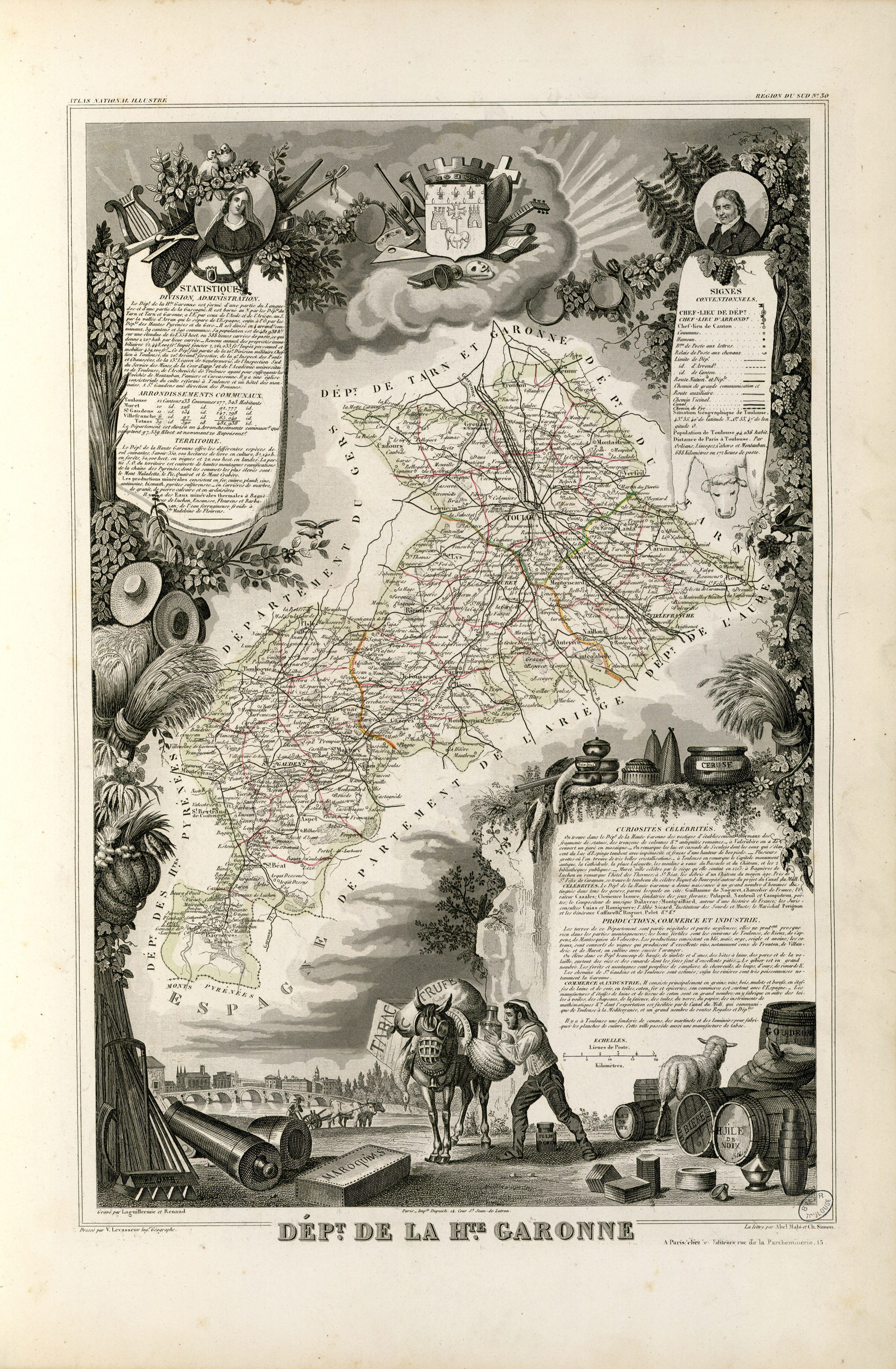
Mapa Górnej Garonny z portretem Sicarda (Victor Levasseur, 1800–1870)

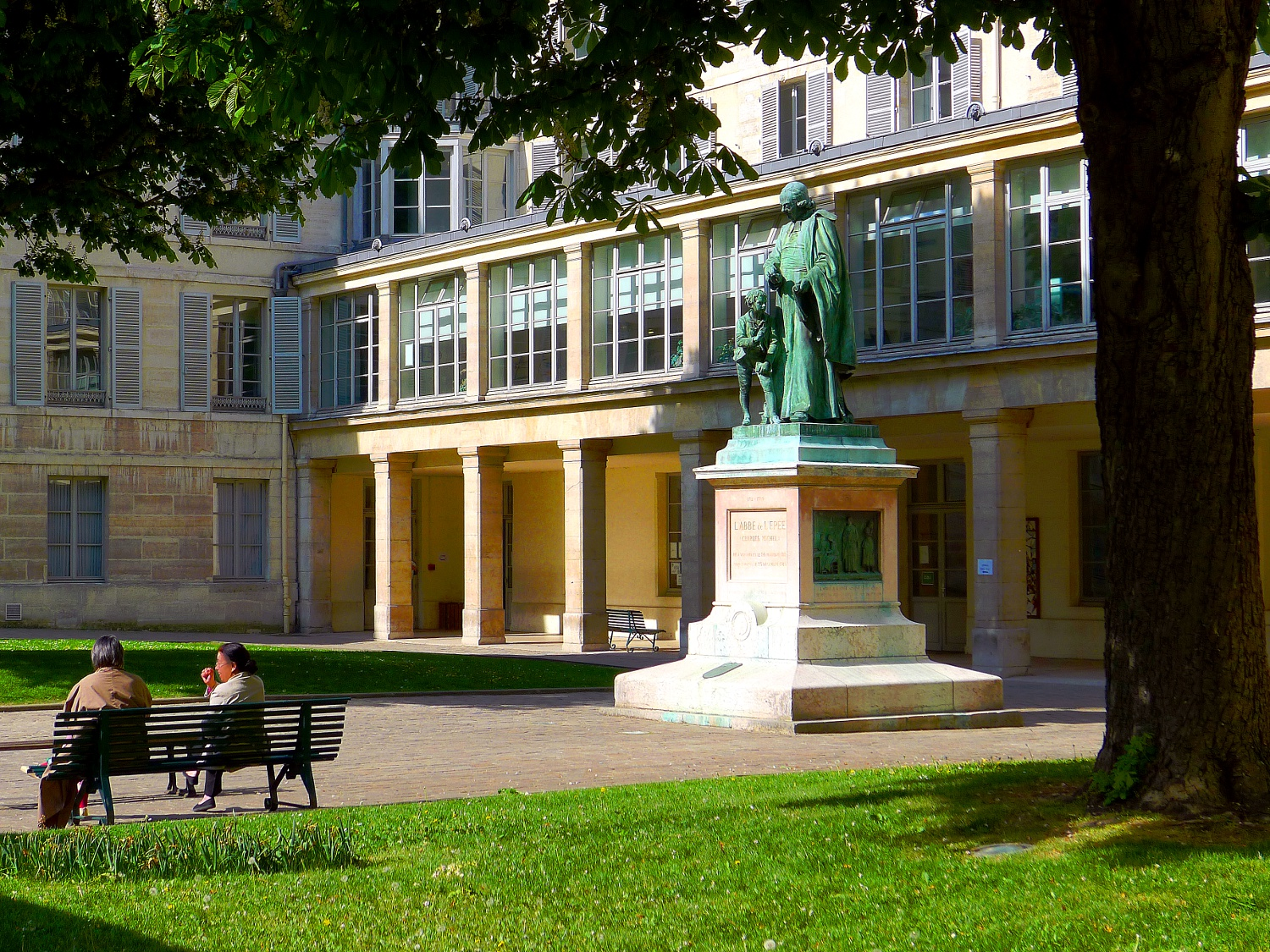
L'Institut National de Jeunes Sourds w Paryżu z pomnikiem Charlesa-Michela de L’Épéego

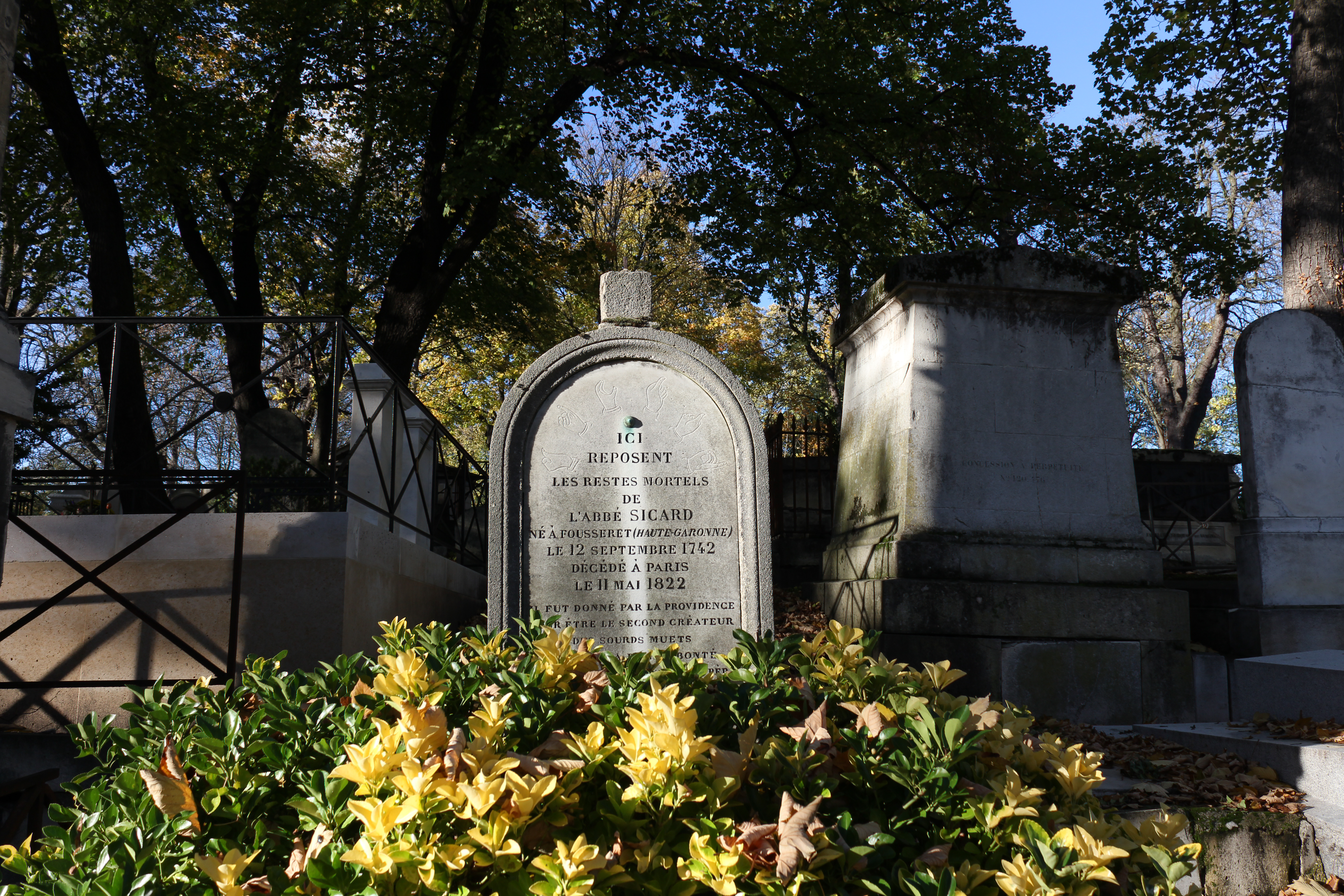
Grób ojca Sicarda na cmentarzu Père Lachaise

Urodził się w Fousseret (Górna Garonna) w roku 1742. Święcenia kapłańskie otrzymał w pobliskiej Tuluzie. Przez arcybiskupa Bordeaux został skierowany  do Paryża, do pierwszej publicznej szkoły dla głuchoniemych (współcześnie L'Institut National de Jeunes Sourds de Paris). Szkołę tę założył w roku 1755 twórca francuskiego języka migowego – Charles-Michel de L’Épée, nazywany „ojcem głuchych”. Sicard otrzymał zadanie opanowania sztuki nauczania osób niesłyszących. Po powrocie do Bordeaux, otworzył w tym mieście drugą szkołę tego typu (był jej kierownikiem w latach 1786–1789).
W Paryżu Sicard był pierwszym asystentem i najbliższym współpracownikiem L’Épéego, a po śmierci L’Épéego (1789) – dyrektorem szkoły, która ustawą z 21–27 lipca 1791 została podniesiona do rangi instytucji państwowej. Był nauczycielem m.in. głuchoniemego Jeana Massieu (1772–1846), przyszłego nauczyciela i przyjaciela Laurenta Clerca (1785–1869). Jednym z duchownych, którzy pomagali mu w pracy w paryskim zakładzie dla głuchoniemych, był o. Laurencjusz, późniejszy błogosławiony Kościoła katolickiego, jeden z Męczenników z Paryża.
26 sierpnia 1792 roku Sicard został aresztowany i uwięziony jako osoba podejrzana o sympatyzowanie z obalonym królem, Ludwikiem XVI (zob. obalenie monarchii, proces Ludwika XVI, masakry wrześniowe) – przewidywano wyrok kary śmierci. Jean Massieu zorganizował wówczas protest wychowanków Instytutu. Głusi studenci (wśród nich Laurent Clerc) wystąpili przed sądem w obronie Sicarda, co okazało się skuteczne – został uwolniony.
Pracował jako wykładowca w École normale supérieure (École normale de l'an III) oraz – do przewrotu 18 brumaire’a (zob. Dyrektoriat, 20 czerwca – 10 listopada 1799) – współpracował z Annales religieuses, politiques et littéraires. Po przewrocie redaktorzy czasopisma byli zmuszeni do ukrywania się.
W marcu 1815 roku, po powrocie Napoleona z Elby (zob. 100 dni Napoleona), Sicard ze swoimi niesłyszącymi asystentami (Massieu i Clerc) wyjechał z Paryża do Anglii. W Londynie przeprowadzał, z ich pomocą, wykłady i demonstracje opracowanych w paryskim instytucie metod nauczania głuchoniemych. 
W Londynie Sicard, Massieu i Clerc spotkali Thomasa Gallaudeta, zamierzającego utworzyć pierwszą szkołę dla niesłyszących  w Stanach Zjednoczonych. Odbyli z nim liczne prywatne rozmowy oraz zaprosili go do swojego instytutu w Paryżu. Rozmowy doprowadziły Clerca do podjęcia decyzji o wyjeździe do Ameryki, z czego Sicard nie był zadowolony (zawarł z Gallaudetem umowę dotyczącą „wypożyczenia” Clerca na 3 lata).
Roch-Ambroise Cucurron Sicard zmarł w roku 1822 w Paryżu. Został pochowany na Cmentarzu Père-Lachaise.

## Opinie Sicarda na temat kształcenia głuchoniemych
Roch-Ambroise Cucurron Sicard był – podobnie jak Charles-Michel de L’Épée – gorącym orędownikiem powszechnego nauczania głuchoniemych, które powinno umożliwić zniesienie ich dyskryminacji – społeczne wykluczenie ze względu na niepełnosprawność. Świadczą o tym m.in. fragmenty jego tekstów, zamieszczone w książce Olivera Sacksa pt. Zobaczyć głos (wydanej w języku polskim w roku 2011). Sicard pisał m.in.:

Dlaczego osoby niesłyszące są niewykształcone i izolowane, dlaczego nie mają możliwości porozumiewania się z innymi? Dlaczego traktuje się je jak niedorozwinięte? Czy biologicznie są istotami innymi niż my wszyscy? Czyż nie potrafią czuć, pojmować, i wykonywać rzeczy, które my wykonujemy? Czy nie są zdolne postrzegać rzeczywistości? Czy postrzeganie to jest w ich mózgach przetwarzane w inny  sposób niż w naszych? Dlaczego więc osoby głuche pozostają głupie, podczas gdy my stajemy się coraz bardziej inteligentni?

Był zdecydowanym zwolennikiem korzystania w procesie edukacji z języka migowego, naturalnego dla Kultury Głuchych. Świadczy o tym m.in. przytoczony przez Oliviera Sacksa cytat z książki Harlana Lana pt. The Deaf Experience: Classics in Language and Education (1984):

Czy można wyobrazić sobie społeczność składającą się tylko z ludzi głuchych? Jeśli tak, to czy postrzegalibyśmy tych ludzi jako gorszych, mniej inteligentnych i nie umiejących się między sobą porozumiewać? Z pewnością używaliby oni języka migowego, który mógłby okazać się bogatszy niż nasz język. Ich język byłby jednoznaczny, zawsze umożliwiając pełne i dokładne wyrażanie myśli i uczuć. Czy w takim razie można by uznać ową społeczność za ludzi bez kultury i cywilizacji? Dlaczego nie mieliby tworzyć prawa, wybierać rządu i mieć policji, i czy wszystkie aspekty ich funkcjonowania społecznego byłyby gorsze niż nasze? ... 

## Publikacje
Jest autorem m.in.:
- 1789 – Mémoires sur l'art d'instruire les sourds-muets de naissance
- 1796 – Catéchisme à l’usage des sourds-muets
- 1796 – Manuel de l’enfance
- 1799 – Éléments de grammaire générale appliqués à la langue française
- 1800 – Cours d’instruction d’un sourd-muet de naissance
- 1805 – Journée chrétienne d’un sourd-muet
- 1806 – Relation historique sur les journées des 2 et 3 septembre 1792
- 1807 – Réponse au discours de réception de Jean-Sifrein Maury, le 6 mai 1807, Discours et travaux académiques'[14]
- 1808 – Théorie des signes pour l’instruction des sourds-muets (2 tomy)
- 1811 – Rapport sur le Génie du Christianisme de Chateaubriand
- 1816 – Opinion sur l’ouvrage ayant pour titre : Les Images

Za pozycje o szczególnie dużym znaczeniu są uważane dwie z wymienionych książek: Mémoire sur l’art d’instruction les sourds-muets de naissance (1789) i Théorie des signers pour l’instruction des sourds-muets (1808–1814).

## Wyróżnienia
W uznaniu zasług został:
- kawalerem Legii Honorowej
- członkiem Akademii Francuskiej (rok 1803)[3][7]